# Lorena Cuéllar Cisneros
Lorena Cuéllar Cisneros (Tlaxcala de Xicohténcatl, 20 febbraio 1962) è una politica messicana, governatrice del Tlaxcala dal 31 agosto 2021.

## Biografia
Nata nel 1962 a Tlaxcala de Xicohténcatl, inizia la sua carriera politica nel 1992 entrando nel Partito Rivoluzionario Istituzionale. Nel 2004 si candida e viene eletta deputata locale pel primo distretto elettorale di Tlaxcala.
Nel 2008 si candida come sindaca del comune della sua città, vincendo le elezioni e rimanendo in carica fino al 2011. Tuttavia rimane in carica fino all'anno precedente, perché candidata alla guida dello stato.
Nel 2010 annuncia quindi di candidarsi alla guida del Tlaxcala, venendo però sconfitta da Mariano González Zarur. Nel 2012 cerca la candidatura sempre col PRI come senatrice per il suo stato, ma non le viene concessa. Non essendo d'accordo, esce dal partito. Entra invece nel Partito della Rivoluzione Democratica, che la candida, vincendo le elezioni.
Il 25 febbraio 2016 esce temporaneamente dal Senato perché candidata per la guida dello stato nelle elezioni statali del 2016, dove viene però sconfitta dall'altro candidato, Marco Antonio Mena Rodríguez. Non avendole vinte, rientra poi al Senato.
Nel 2018 cambia partito, entrando nel Morena. Nello stesso anno vince le elezioni successive sempre per la carica di deputata federale, entrando nella sessantaquattresima legislatura del parlamento messicano. Il 1º dicembre dello stesso anno, prima della normale chiusura della legislatura, si dimette dalla carica, e annuncia di candidarsi per la seconda volta alla guida dello stato.
Il 14 dicembre 2020 si candida ufficialmente nella coalizione Juntos Mos Historia, composta dai partiti Morena, partito del Lavoro, partito Verde Ecologista, Nuova Alleanza e il partito di Incontro Sociale.
Vince con poco meno del 50% dei voti, diventando governatrice di Tlaxcala alle elezioni statali del 2021. Entra in carica ufficialmente il 31 agosto 2021. Da quando è governatrice dello stato viene considerata "la donna che fa politica per migliorare la condizione di vita delle persone".